# Calathus whiteheadi
Calathus whiteheadi är en skalbaggsart som beskrevs av Ball och Negre. Calathus whiteheadi ingår i släktet Calathus och familjen jordlöpare. Inga underarter finns listade i Catalogue of Life.